# Mikel Scicluna
Mike Scicluna (Malta, 1929 - Pittsburgh (Pennsylvania), 20 maart 2010) was Maltees professioneel worstelaar die vooral bekend was van zijn tijd bij World Wide Wrestling Federation.

## Prestaties
- NWA San Francisco
  - NWA World Tag Team Championship (1 keer met Gene Dubuque)

- World Championship Wrestling (Australië)
  - IWA World Heavyweight Championship (1 keer)
  - IWA World Tag Team Championship (1 keer met Ciclón Negro)

- World Wide Wrestling Federation / World Wrestling Federation
  - WWWF United States Tag Team Championship (1 keer met Smasher Sloan)
  - WWWF World Tag Team Championship (1 keer met King Curtis Iaukea)
  - WWF Hall of Fame (Class of 1996)